# 張耳
張 耳（ちょう じ、拼音：Zhāng ěr、? - 紀元前202年）は、秦末から前漢初期にかけての武将及び趙王。 
| 姓名           | 張耳                                                                                            |
| 時代           | 戦国時代 - 前漢時代                                                                             |
| 生没年         | 生年不詳 - 前202年（高祖5年）                                                                   |
| 字・別号       | 〔不詳〕                                                                                        |
| 本貫・出身地等 | 魏大梁                                                                                          |
| 職官           | 客〔信陵君〕→外黄県令〔魏国〕 →陳門番〔秦〕→左校尉〔張楚〕 →右丞相〔趙〕→将(韓信の副将)〔劉邦〕 |
| 爵位・号等     | 恒山王〔楚〕→趙王〔漢〕→趙景王〔没後〕                                                          |
| 陣営・所属等   | 信陵君→魏王假→陳勝→武臣→趙歇 →項羽→劉邦                                                         |
| 家族・一族     | 子：張敖 孫：張偃 張寿 張侈                                                                     |

## 事跡

### 青年時代
出身は魏の大梁。青年時代に魏の公子である信陵君の食客になったことがある。信陵君が政治から引き離されたりなどの事情あって、外黄に移住した。現地の富豪の娘を娶り、妻の実家の援助で、魏に仕官し、外黄県令となった。この頃に長男（名は不詳）や次男の張敖が誕生したらしい。
同郷の陳余が張耳に仕えており、まるで父子のようであったが、かつての藺相如と廉頗に倣ってお互いに首を斬られても良いという刎頸の交わりを結んだ。
また、この時期に食客を望んで張耳の元を訪ねてきた、まだ庶民の頃の劉邦を受け入れていたという。

### 魏滅亡後
紀元前225年に魏が秦によって滅ぼされると、張耳と陳余は名を変えて陳のある村の門番となった。既に二人の名は世に知られており、秦に狙われていたためである。そこで村役人に陳余が因縁をつけられ、袋叩きにされるという災難に遭うが、張耳が「将来のためにつまらないことで命を落とすべきではない」と慰めて支え合ったという。
紀元前209年に陳勝が蜂起すると、両人は直ちに馳せ参じた。陳勝は両人が名士ということで喜んで迎えた。この頃、陳勝に王位就くよう薦める声があった。張耳らは「秦に滅ぼされた各国の王族を跡継ぎに立てずに、自ら王になっては私心で蜂起したと思われます」と反対するが、陳勝はそれを押し切り張楚の王位に就いた。そこで陳余は、秦の支配下になっている趙を攻めたいと陳勝に申し入れ、陳勝も了承し武臣を総大将に、邵騒を副将、張耳・陳余をその補佐に任命し、趙討伐に出した。
その途中で范陽（現在の河北省保定市定興県）を攻略した時に、地元の弁士の蒯通が陣営にやって来て「范陽の郡守は自分の旧知である。わたしに説得をお任せ願いたい」と言ったので、武臣らは蒯通に全てを委ねた。説得は成功して趙の攻略が容易になり、その勢いのまま趙を制圧する。その後、張耳・陳余らは武臣に「陳勝王は疑心の虜となっており、このまま帰っても功績は誰かに横取りされ、将軍の身も危なくなります。それを防ぐために、貴方が趙の王になるのです」と趙王即位を囁き、武臣は陳勝に奏上した。これを聞いた陳勝は激怒したが、上柱国（宰相）の房君蔡賜に「各地へ軍を向けている今、離脱されたら大変なことになります」と宥められ、渋々即位を認めた。これにより、張耳は右丞相、邵騒は左丞相、陳余は上将軍へと出世した。

### 刎頸の友との決別
趙平定後、武臣は陳勝に秦攻略を命じられたが、武臣を渋々認められたと解っていたので、地盤固めとして配下の将軍を代・燕など各地の攻略へ向かわせ、更に領地を広げようとしていた。その中の元秦軍の李良将軍が、秦軍に苦戦したので、兵の増員を武臣へ願おうと趙都邯鄲へ戻っていた。その途中で武臣の姉の行列に出会い平伏したが、酒に酔っていた彼女は李良と解らず礼を失してしまった。これに激怒した李良とその部下達は武臣の姉ら一行を殺害し、そのまま邯鄲に入り武臣と左丞相の邵騒を討ち取った。
張耳と陳余は間一髪で脱出し、かつての趙の公子であった趙歇を王として擁立、賢人の勧めで信都を都とした。これを聞いた李良は信都を攻めたが、陳余に撃退され秦の章邯の下へ逃亡した。章邯は直ちに王離を信都へ向かわせ、自身は邯鄲の住民を強制的に移住させ、城郭を破壊した。堅城である邯鄲が瓦礫と化し王離来たるとの情報に、張耳は趙王と共に鉅鹿で籠城し、陳余は恒山に行って兵を集めることにした。
章邯に糧道を断たれ飢え始めた鉅鹿で張耳は待った。やがて陳余の援軍がやって来たが、秦の大軍を見て、容易に手が出せないとして見守るだけだった。これは共に援軍に赴いた張耳の次男の張敖も同様であった。一向に攻めない援軍に激怒した張耳は、陳余の元へ自分の親族の張黶と陳余の親族の陳澤を使者に送り「刎頸の交わりを交わした間柄なのに、なぜ数万の軍を擁しながら援軍を送らないのか？共に戦って死のうではないか」という手紙を渡した。それでも陳余は「ここで死んでは秦が得するだけで、趙のためにはならない」として動かなかった。張黶と陳澤は「ともに死んで（趙王や張耳への）信用を立ててください。後のことなど気にすることはない」と食い下がり、やむを得ず陳余は彼らに5千の兵を与えた。張黶と陳澤は援軍に向かったが、秦の大軍に全く歯が立たず両名とも戦死し軍勢も全滅した。これを見た援軍は更に動かなくなった。そうしてしばらく経ち、落城も時間の問題となった頃に項羽軍が来援して秦軍を撃退した。
戦いの後、陳余が鉅鹿に入城した際、張耳は趙王を助けなかったことを責め、張黶と陳澤の所在を訊ねた。陳余は「彼らはどうしても私に戦死しろと迫った。それで兵を与えて援軍に差し向けたが、秦軍に敗れて全滅したようだ」と言った。張耳は信用せず陳余が彼らを殺したのだと思いなおも責めたため、陳余も激怒して「そこまで疑うのならば辞職する」と言い将軍の印綬を押し付けると、便所に行ってしまった。張耳もはじめは印を受け取ろうとしなかったが、食客の勧めに従って自ら将軍を兼ねることにした。便所から帰った陳余は辞退しない張耳を恨んで、そのまま数百の部下と共に黄河の沼沢へ去り、漁師として生活した。

### 敵対
陳余の軍勢を支配下においた張耳は趙歇を信都に残し、諸侯と共に咸陽に攻め入った。秦滅亡後、項羽が諸侯を対象に大規模な論功行賞を行い、以前から張耳の高名さを知っていた項羽に評価され、趙を分割し趙歇は代王にし張耳を恒山王（『史記』や『漢書』では文帝劉恒の諱を避けて常山王とも称された）にした。陳余は自分に従って秦に攻め入らなかったため、南皮付近の三県にのみ封ぜられた。
陳余は「私と張耳の功績は同じなのに、私だけ王より格下の侯とはあまりに不公平だ」と激怒する。そこで陳余は夏説に命じて項羽に敵対していた斉王田栄に兵を借り受け挙兵し、張耳を攻め、その一族を皆殺しとした。代王となった趙歇を迎え再び趙王に即位させた。
子の張敖とともに命からがらに敗走して逃げ延びた張耳は、天下一の実力者でもあり自分を王に引き立てた項羽を頼ろうとしたが、近侍の占星術師から「後日、漢王劉邦の天下がくる」と旧知の劉邦を頼るよう勧められたため、漢中へ落ち延び、劉邦に迎えられて漢に仕えることになった。
楚漢戦争が始まり、項羽を包囲するために各国と同盟を結んだ漢王劉邦だったが、趙と同盟を結ぶには実力者の陳余の承諾が必須だった。陳余は同盟の条件に憎き張耳の首級の差し出しを要求した。そこで劉邦は張耳に似た囚人を処刑し、その首を届けさせた。陳余は納得し漢と趙は同盟することとなった。だが、紀元前205年の彭城の戦いの際、張耳が生存していることが露見し、怒った陳余によって同盟は破棄された。
その後、劉邦は自らが項羽と対峙している間に韓信の別働軍が諸国を平定するという作戦を採用した。張耳は副将として従い魏・代を滅ぼした。そして趙に迫った漢軍は、趙の軍勢20万を率いた陳余と対峙することになる。井陘の戦いである。戦いの結果は、韓信の背水の陣の計略により漢軍が勝利。陳余は張蒼の捕虜となり泜水で処刑され、脱出した趙歇も襄国で捕虜となり、これも処刑された。

## 死後
紀元前204年、韓信が鎮撫のために張耳を趙王として建てるように劉邦に申し出てこれを認められた。紀元前202年、張耳は死去し、景王と諡号された。
次男の張敖が跡を継いだ。張敖には既に先妻がいて息子たちを儲けていたが、劉邦の娘の魯元公主を正室として娶り、その間に張偃が生まれたので、これを嫡子とした。
紀元前198年、趙の廷尉の貫高らがクーデターを起こした罪によって張敖は王位を剥奪され、宣平侯に降格された。
紀元前189年に張敖は亡くなり、嫡子の張偃が跡を継いだ。紀元前180年、陳平や周勃らの元勲や劉邦の孫らによるクーデターが発生し、呂雉の血筋を引いている張偃ら兄弟が粛清されそうになるが、亡き魯元公主の子ということで、爵位剥奪で済んだ。
その代わり、張偃の異母兄の張寿は楽昌侯 に、もう一人の異母兄の張侈は信都侯として封じられることになる（共に張敖の先妻の子）。
しばらくして、文帝が即位すると、張偃は爵位を復帰することになり、今度は新たに南宮侯として存続し、以後は栄え前漢中期には汝南郡細陽県の名家となった。特に後漢の元勲である張充および、その孫の光禄勲の張酺および、その曾孫で後漢末期の霊帝の時期に司空を務めた張済と献帝の時期に司空を務めた張喜などがいる。
なお、前涼を建国した張軌は張耳の17世の孫と伝わる。